# Trifachito
 (novembre 2019).

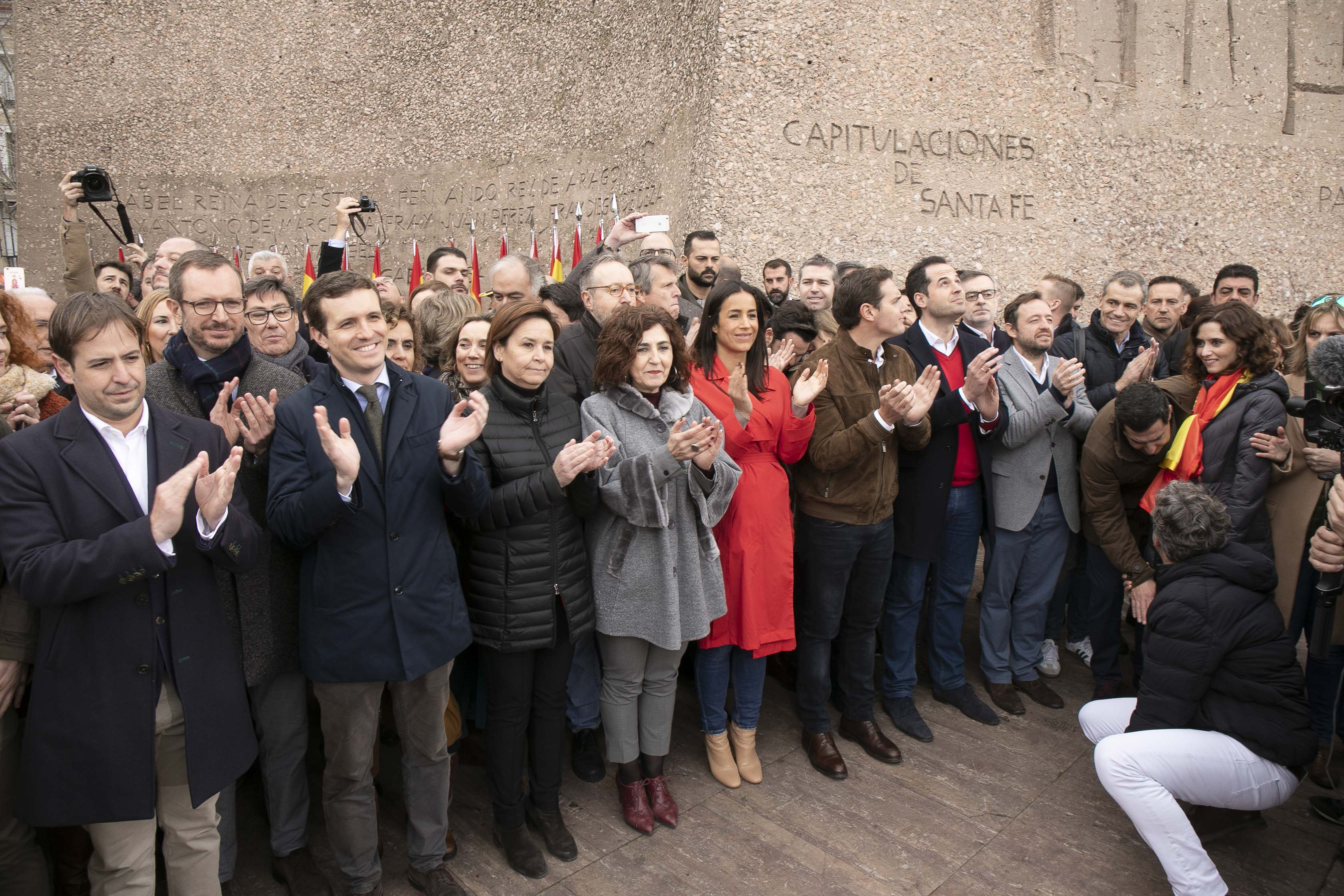
Manifestation sur la place de Colón de février de 2019.

En Espagne, trifachito est une dénomination du pacte entre les partis politiques du Parti Populaire, Citoyens et Vox, personnalisés par leurs leaders, Pablo Casado, Albert Rivera et Santiago Abascal. C'est un néologisme sous forme d'acronyme créé à partir de la fusion des termes tripartite et fascisme,,.
Un terme semblable et de même sens apparait en même temps, « derecha trifálica », créé  par la ministre de la justice Dolores Delgado, maintenant procureur général de l'État. C'est aussi une référence à une manifestation de ces partis dans la place de Colón à Madrid. Le mot, que Miquel Iceta aurait aidé à populariser, provient des réseaux sociaux. Il  fait référence à la formation du nouveau pouvoir exécutif andalou après les élections d'une communauté autonome de 2018,,,.
La télévision catalane TV3 a utilisé le terme dérivé trifacho pour désigner ces trois partis lors d'un sketch du programme Polònia, en les qualidiant de partis d'extrême droite.
D'un autre côté, le leader du Parti Populaire, Pablo Casado, a dit que l'association des trois partis ne doit pas effrayer..